# 馬克斯·馬蒂尼
馬克西米利安·卡洛·馬丁尼（英語：Maximilian Carlo Martini，1969年12月11日—），通稱馬克斯·馬丁尼（英語：Max Martini），美國男演員、編劇及導演，時常在影視作品中扮演軍人或政府探員角色。出演過的知名作品如電影《搶救雷恩大兵》（1998年）、《搶救前線》（2005年）、《幽靈空間》（2016年）、《13小時：班加西的秘密士兵》（2016年），以及電視劇《第九級》（2000年至2001年）和《反恐特勤隊》（2006年至2009年）。2019年帶來自編自導的電影《威尔·加德纳》。

## 早年
馬克斯·馬丁尼生於紐約州伍德斯托克。他憑藉羅馬出生的父親，擁有義大利公民的身分。

## 外部連結
- 馬克斯·馬蒂尼在互联网电影资料库（IMDb）上的資料（英文）
- 馬克斯·馬蒂尼的Instagram帳戶